# Міні-диск

Міні-ди́ск (англ. MiniDisc) — магніто-оптичний носій інформації. Був уперше представлений компанією «Sony» 12 січня 1992 року й позиціювався як заміна компакт-касетам, які на той час вже вичерпали себе. Його можна використати для зберігання будь-якого виду цифрових даних. Найбільш широко міні-диски використовуються для зберігання аудіо інформації.
Технологія міні-диск досі використовується деякими виробниками аудіо систем (в основному це «Sony», «Sharp» й «Aiwa»), однак, широкого поширення не отримала.
1 лютого 2013 Компанія Sony офіційно повідомила, що більш не буде підтримувати формат Міні-диск. Останні пристрої які підтримують цей формат були відвантажені компанією у березні 2013.